# Austro
Austro (in greco antico: Νότος?, Nótos) o Noto od Ostro è un personaggio della mitologia greca, la personificazione del Vento del Sud, figlio del titano Astreo e di Eos.
Viene rappresentato come un anziano eternamente pregno d'acqua, altissimo e con il viso che arrivava fin sopra le nubi.

## Mitologia
Austro portava con sé caldo e pioggia, viveva nel profondo sud e possedeva un fiato talmente ardente che con esso bruciava intere città e vascelli. 

Era associato con il vento caldo disseccante dell'ascesa di Sirio dopo l'estate e si pensava che portasse le tempeste di fine estate e autunno di conseguenza era temuto come un distruttore di raccolti.
Esiodo invece cita questo e gli altri tre venti come una benedizione per gli uomini.
Nella mitologia romana l'equivalente del greco Auster era Austrus (si conserva in spagnolo come Austro, ma in italiano oggi prevale la dizione Ostro. Queste espressioni neolatine, come l'inglese Auster indicano comunque lo stesso oggetto che è i vento del sud o di mezzogiorno. Esse appartengono alla stessa famiglia etimologica latina di austero, austerità e australe.